# Ophiarachna ohshimai
Ophiarachna ohshimai is een slangster uit de familie Ophiodermatidae.
De wetenschappelijke naam van de soort werd in 1943 gepubliceerd door Murakami.